# Russkoje Poriecznoje
Russkoje Poriecznoje (ros. Русское Поречное) – wieś (ros. село, trb. sieło) w zachodniej Rosji, w sielsowiecie porieczeńskim rejonu sudżańskiego w obwodzie kurskim.

## Geografia
Miejscowość położona jest nad rzeką Sudża, 17,5 km od granicy z Ukrainą, 2 km od centrum administracyjnego sielsowietu porieczeńskiego (Czerkasskoje Poriecznoje), 16 km od centrum administracyjnego rejonu (Sudża), 74,5 km od Kurska.
W granicach miejscowości znajdują się ulice: Borisowa, Centralnaja, Gora, Gusiniec, Kurgan, Miszutkina, Niekrasowa, Pawłowa, Prilepowka, Szpilowka.

## Demografia
W 2010 r. miejscowość zamieszkiwało 298 osób.